# Pap Ndiaye
Pap Ndiaye (ur. 25 października 1965 w Antony) – francuski historyk i nauczyciel akademicki, profesor Instytutu Nauk Politycznych w Paryżu, od 2022 do 2023 minister edukacji narodowej i młodzieży.

## Życiorys
Syn Senegalczyka i Francuzki, brat pisarki Marie NDiaye. Ukończył ENS de Saint-Cloud. Uzyskał agrégation w zakresie historii, magisterium z historii Stanów Zjednoczonych na University of Virginia (1992) i doktorat z historii w EHESS (1996). Wykładał na tej uczelni, a także na uniwersytetach w USA (University of Pennsylvania, New York University, Northwestern University). Objął stanowisko profesora w Instytucie Nauk Politycznych w Paryżu.
Specjalista w zakresie historii społecznej Stanów Zjednoczonych, w szczególności dotyczącej mniejszości narodowych. Zajął się również zagadnieniami dotyczącymi ludności czarnoskórej we Francji. Wszedł w skład komitetu naukowego czasopisma historycznego „L’Histoire”.
W 2003 współtworzył Capdiv, stowarzyszenie na rzecz promocji i różnorodności. Został też członkiem rady naukowej CRAN, organizacji zrzeszającej francuskie stowarzyszenia osób czarnoskórych. W 2021 został dyrektorem centrum Palais de la Porte Dorée, obejmującego m.in. muzeum historii imigracji.
W maju 2022 powołany na funkcję ministra edukacji narodowej i młodzieży w rządzie Élisabeth Borne. Utrzymał tę funkcję także przy rekonstrukcji gabinetu z lipca 2022. Zakończył urzędowanie w lipcu 2023.

## Odznaczenia
Odznaczony Legią Honorową V klasy (2021) oraz Orderem Narodowym Zasługi V klasy (2016).